# Comuna Middelfart
Middelfart (Middelfart Kommune) este o comună din regiunea Syddanmark, Danemarca, cu o suprafață totală de 299,51 km².